# Geelpluimbuulbuul
De geelpluimbuulbuul (Pycnonotus penicillatus) is een zangvogel uit de familie van de buulbuuls.

## Verspreiding en leefgebied
Deze soort is endemisch in de hooglanden van Sri Lanka.

## Status
De grootte van de populatie is niet gekwantificeerd maar de soort wordt omschreven als zeer algemeen op hoogtes boven 850 meter. Op de Rode lijst van de IUCN heeft deze soort de status niet bedreigd.